# Hans von Krafft-Ebing

Hans Freiherr von Krafft-Ebing

Hans Freiherr von Krafft-Ebing (* 30. Mai 1854 in Eberbach; † 19. Dezember 1930 in Freiburg im Breisgau) war ein deutscher Verwaltungsjurist im Großherzogtum Baden.

## Familie
Krafft-Ebings (katholische) Eltern waren Friedrich von Krafft-Ebing und Clara Antonia geb. Mittermaier (1820–1855), Tochter des Heidelberger Rechtsgelehrten Carl Joseph Anton Mittermaier. Er heiratete am 4. Juli 1889 in Heidelberg Maria geb. Böttlin (* 29. November 1869 in Durlach). Der Ehe entstammten zwei Söhne und eine Tochter. Der Psychiater Richard von Krafft-Ebing war der ältere Bruder.

## Leben
Baron Krafft-Ebing studierte Rechtswissenschaft an der Albert-Ludwigs-Universität Freiburg. 1874 wurde er mit Eduard Müller und Ernst Behr im Corps Suevia Freiburg aktiv. Nachdem er 1878 das Referendarexamen und 1881 die Assessorprüfung bestanden hatte, wurde er am 27. Juni 1882 Amtmann beim Bezirksamt Lahr. Am 17. Oktober 1882 wechselte er zum Bezirksamt Rastatt, am 9. April 1884 zum Bezirksamt Pforzheim und am 5. November 1884 zum Bezirksamt Heidelberg. In Heidelberg wurde er am 5. April 1888 zum Oberamtmann ernannt. Am 27. Oktober 1889 wurde er Oberamtmann beim Bezirksamt Waldkirch. Am 31. Oktober 1893 wurde er Oberamtmann beim Bezirksamt Müllheim. Ab dem 12. Juli 1897 wurde er Oberamtmann beim Bezirksamt Lahr. Am 30. Juli 1902 wurde er Oberamtmann beim Bezirksamt Lörrach und danach ab dem 16. März 1906 beim Bezirksamt Karlsruhe, wo er am 15. Mai 1912 in den Ruhestand trat. Nach seinem Ableben am 19. Dezember 1930 wurde Freiherr von Krafft-Ebing in einem Ehrengrab auf dem Hauptfriedhof Freiburg im Breisgau beigesetzt.

## Nebentätigkeiten
- 1888 Mitglied der akademischen Krankenhauskommission und akademischer Disziplinarbeamter der Ruprecht-Karls-Universität Heidelberg
- 1896 Vorsitzender der Badanstaltenverwaltung Badenweiler
- 1910 rechtskundiges Mitglied beim ärztlichen Ehrengericht im Ministerium des Innern

## Auszeichnungen
- Ernennung zum Großherzoglich Badischen Hofjunker, 6. November 1883[3]
- Ernennung zum Großherzoglich Badischen Kammerjunker, 1. März 1886[3]
- Lippischer Hausorden, Ehrenkreuz III. Klasse, am 16. Juni 1894[3]
- Ernennung zum Großherzoglich Badischen Kammerherrn, 29. August 1894[3]
- Geheimer Regierungsrat, 24. Dezember 1899
- Regierungs-Jubiläums-Medaille von 1902 am 25. April 1902[3]
- Jubiläumsmedaille (zum Golden Ehejubiläum von Großherzog Friedrich I. und Großherzogin Luise 1906), 20. September 1906[3]
- Roter Adlerorden, Ritter III. Klasse, am 20. September 1906
- Orden Bertholds des Ersten, Ritter, am 26. September 1906[3]
- Belgischen Leopold-Ordens, Kommandeur, am 2. Oktober 1906[3]
- Preußischer Königlicher Kronen-Orden, Ritter II. Klasse, am 12. Mai 1908[3]
- Wasaorden, Kommandeur II. Klasse, am 16. Februar 1909[3]
- Friedrichs-Orden, Komtur II. Klasse, am 11. Mai 1909[3]
- Albrechts-Orden, Komtur II. Klasse, am 10. Juni 1909[3]
- Verdienstorden vom Heiligen Michael, Ritter II. Klasse, am 23. Juli 1909[3]
- Verdienstorden Philipps des Großmütigen, Komturkreuz II. Klasse, 4. Oktober 1909[3]
- Geheimer Oberregierungsrat, 9. September 1910
- Orden vom Zähringer Löwen, Komtur II. Klasse, am 26. März 1912[3]